# Madden NFL 18
Madden NFL 18 är ett amerikanskt fotbollsportspel baserat på National Football League, utvecklad och publicerad av EA Sports för PlayStation 4 och Xbox One. Den 29:e delen av Madden NFL-serien, spelar spelet New England Patriots quarterback Tom Brady på omslaget, det andra raka året har en Patriots-spelare haft distinktionen, efter snäva änden Rob Gronkowski.
Den släpptes över hela världen den 25 augusti 2017, medan de som förordnade "GOAT Edition" kunde spela den tre dagar tidigare och få tillgång till deras kopia den 22 augusti 2017. Det är det första spelet i serien sedan Madden NFL 2005 ska inte släppas på både PlayStation 3 och Xbox 360, och även det första spelet i huvudserien att vara tillgängligt på bara två plattformar sedan Madden NFL '94.